# Ставраций (епископ Асти)
Ставраций (иногда Ставраций II; также Ставракий или Ставрат; лат. Stauracius или Stauratus; умер между 899 и 901) — епископ Асти (между 887 и 892 — между 899 и 901).

## Биография
Первое свидетельство о Ставрации в современном ему документе относится к январю 886 года, когда он был ещё диаконом и видамом. Не позднее января 892 года он стал епископом в Асти, сменив здесь Иосифа, в последний упоминающегося в ноябре 887 года. Ставраций получил для своей епархии целый ряд дарственных хартий от нескольких знатных персон. Эти документы датируются ноябрём 894 года, февралём 895 года, апрелем 896 года, январём 898 года и январём 899 года. Вероятно, Ставраций умер вскоре после получения последнего из этих пожертвований. Следующим главой Астийской епархии был Эйлольф, получивший епископский сан в 901 году.